# Liste der Comarcas in Andalusien
Dies sind die Comarcas in Andalusien, Spanien.

## Provinz Almería

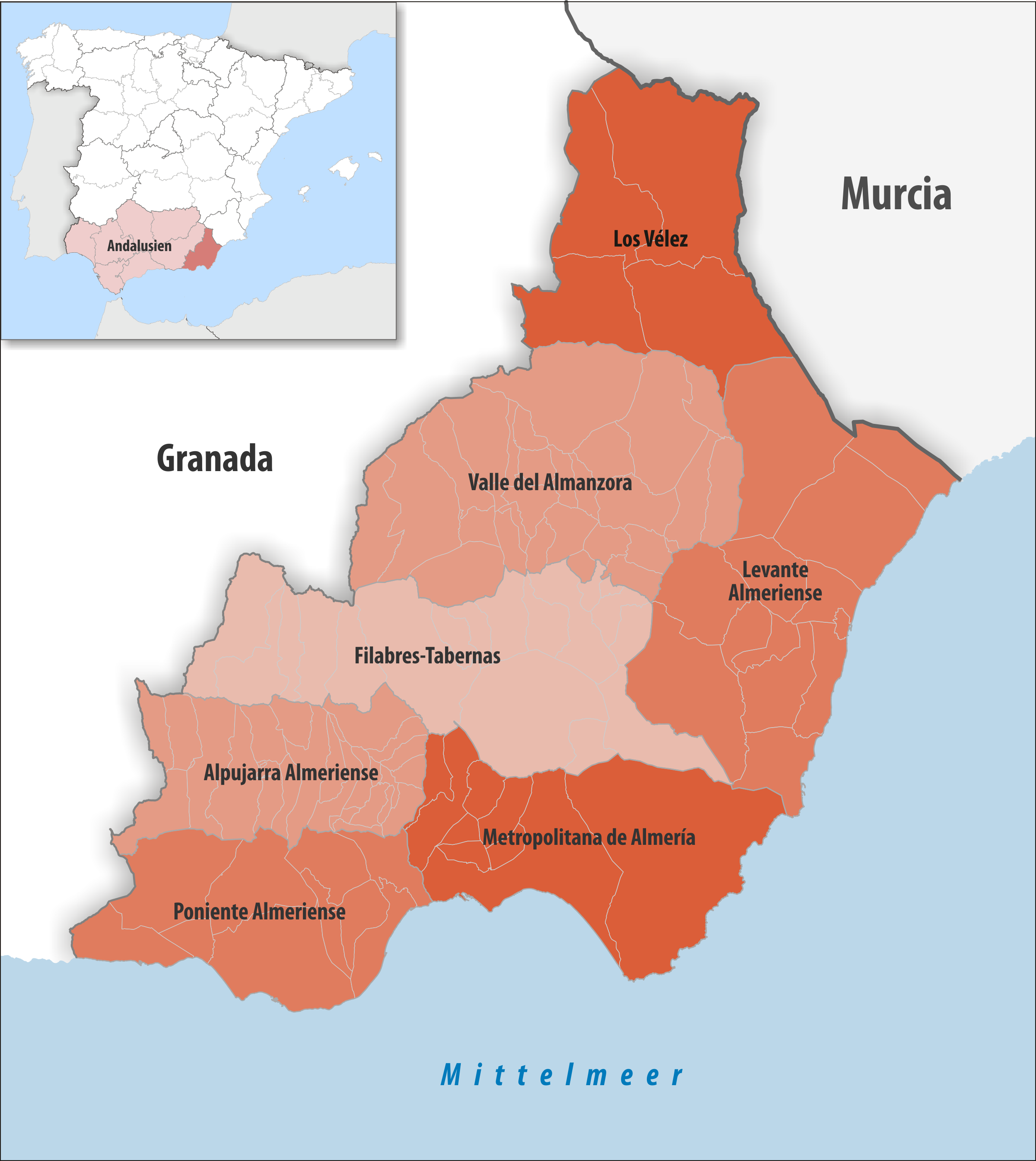
Comarcas in der Provinz Almería

| Comarca                  | Gemeinden | Einwohner (2024) | Fläche km² | Dichte Einw./km² | Hauptort          |
| ------------------------ | --------- | ---------------- | ---------- | ---------------- | ----------------- |
| Alpujarra Almeriense     | 22        | 14.981           | 814,45     | 18               | Alhama de Almería |
| Filabres-Tabernas        | 18        | 14.273           | 1.467,93   | 10               | Tabernas          |
| Levante Almeriense       | 13        | 109.469          | 1.585,79   | 69               | Huércal-Overa     |
| Metropolitana de Almería | 9         | 275.027          | 1.158,66   | 237              | Almería           |
| Poniente Almeriense      | 10        | 283.858          | 969,91     | 293              | El Ejido          |
| Valle del Almanzora      | 27        | 54.114           | 1.630,37   | 33               | Albox             |
| Los Vélez                | 4         | 11.308           | 1.145,90   | 10               | Vélez-Rubio       |
| Provinz Almería          | 103       | 763.030          | 8.773,01   | 87               | Almería           |

## Provinz Cádiz

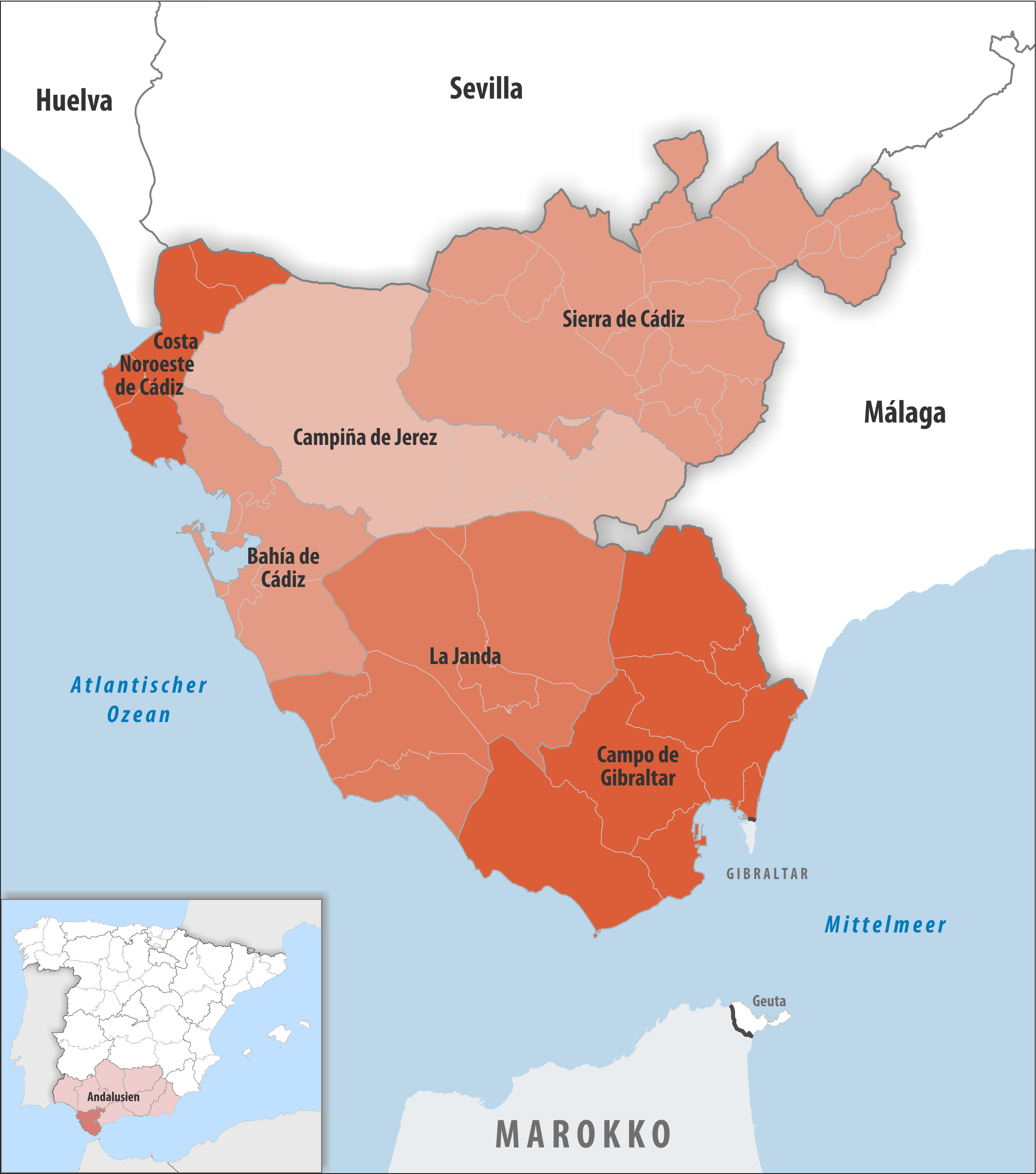
Comarcas in der Provinz Cádiz

| Comarca                 | Gemeinden | Einwohner (2024) | Fläche km² | Dichte Einw./km² | Hauptort              |
| ----------------------- | --------- | ---------------- | ---------- | ---------------- | --------------------- |
| Bahía de Cádiz          | 5         | 426.464          | 604,04     | 706              | Cádiz                 |
| Campiña de Jerez        | 2         | 218.160          | 1.411,66   | 155              | Jerez de la Frontera  |
| Campo de Gibraltar      | 8         | 278.823          | 1.531,36   | 182              | Algeciras             |
| Costa Noroeste de Cádiz | 4         | 126.358          | 359,42     | 352              | Sanlúcar de Barrameda |
| La Janda                | 7         | 89.340           | 1.535,02   | 58               | Medina-Sidonia        |
| Sierra de Cádiz         | 19        | 115.146          | 1.998,26   | 58               | Arcos de la Frontera  |
| Provinz Cádiz           | 45        | 1.254.291        | 7.439,76   | 169              | Cádiz                 |

## Provinz Córdoba

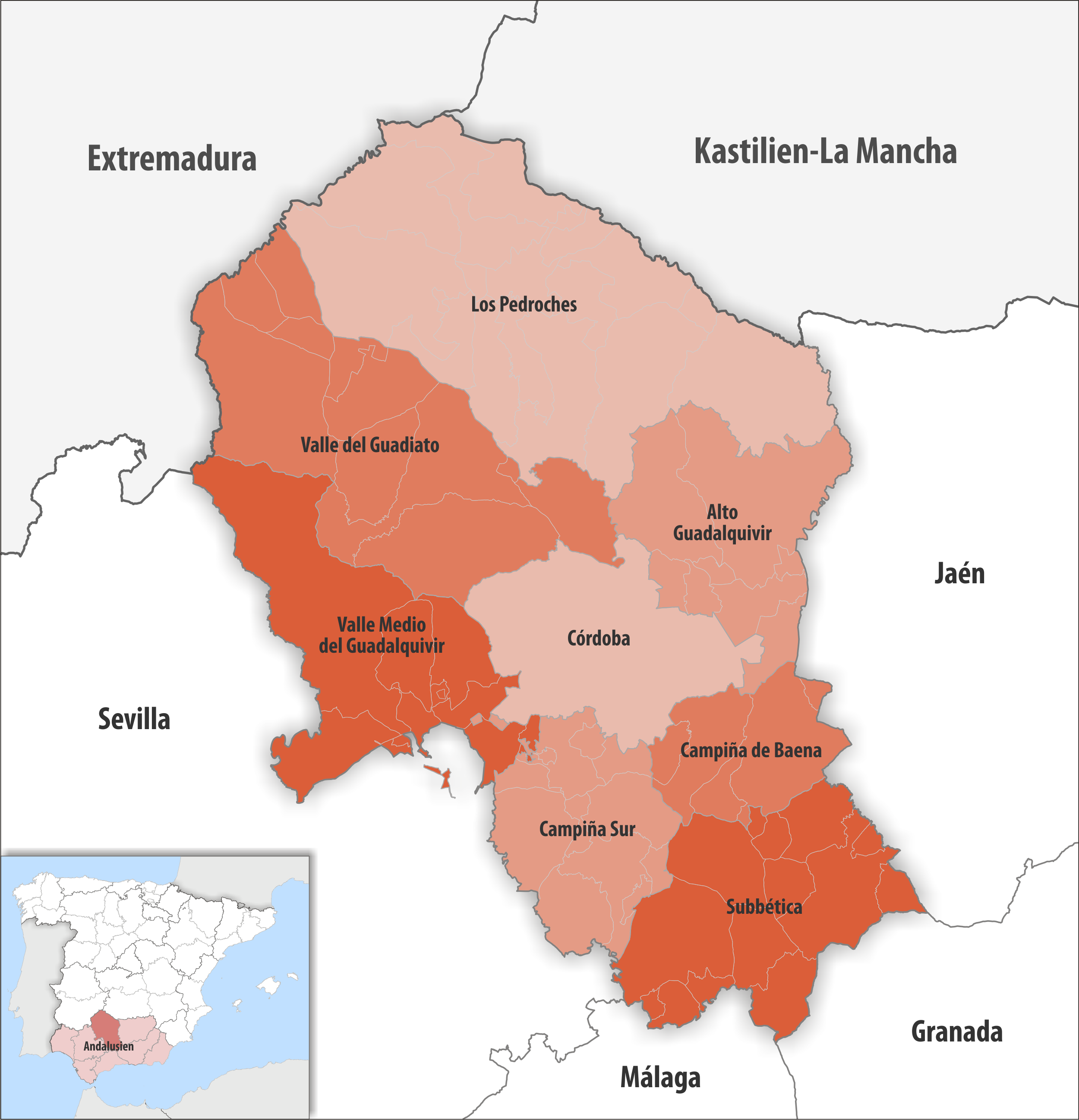
Comarcas in der Provinz Córdoba

| Comarca                      | Gemeinden | Einwohner (2024) | Fläche km² | Dichte Einw./km² | Hauptort              |
| ---------------------------- | --------- | ---------------- | ---------- | ---------------- | --------------------- |
| Alto Guadalquivir            | 8         | 41.971           | 1.299,26   | 32               | Montoro               |
| Campiña de Baena             | 5         | 35.573           | 726,99     | 49               | Baena                 |
| Campiña Sur                  | 12        | 103.201          | 1.098,42   | 94               | Puente Genil          |
| Córdoba                      | 1         | 322.811          | 1.254,62   | 257              | Córdoba               |
| Los Pedroches                | 17        | 50.994           | 3.614,03   | 14               | Pozoblanco            |
| Subbética                    | 14        | 120.213          | 1.598,18   | 75               | Lucena                |
| Valle del Guadiato           | 11        | 28.002           | 2.492,70   | 11               | Peñarroya-Pueblonuevo |
| Valle Medio del Guadalquivir | 9         | 69.387           | 1.687,81   | 41               | Palma del Río         |
| Provinz Córdoba              | 77        | 772.152          | 13.772,01  | 56               | Córdoba               |

## Provinz Granada

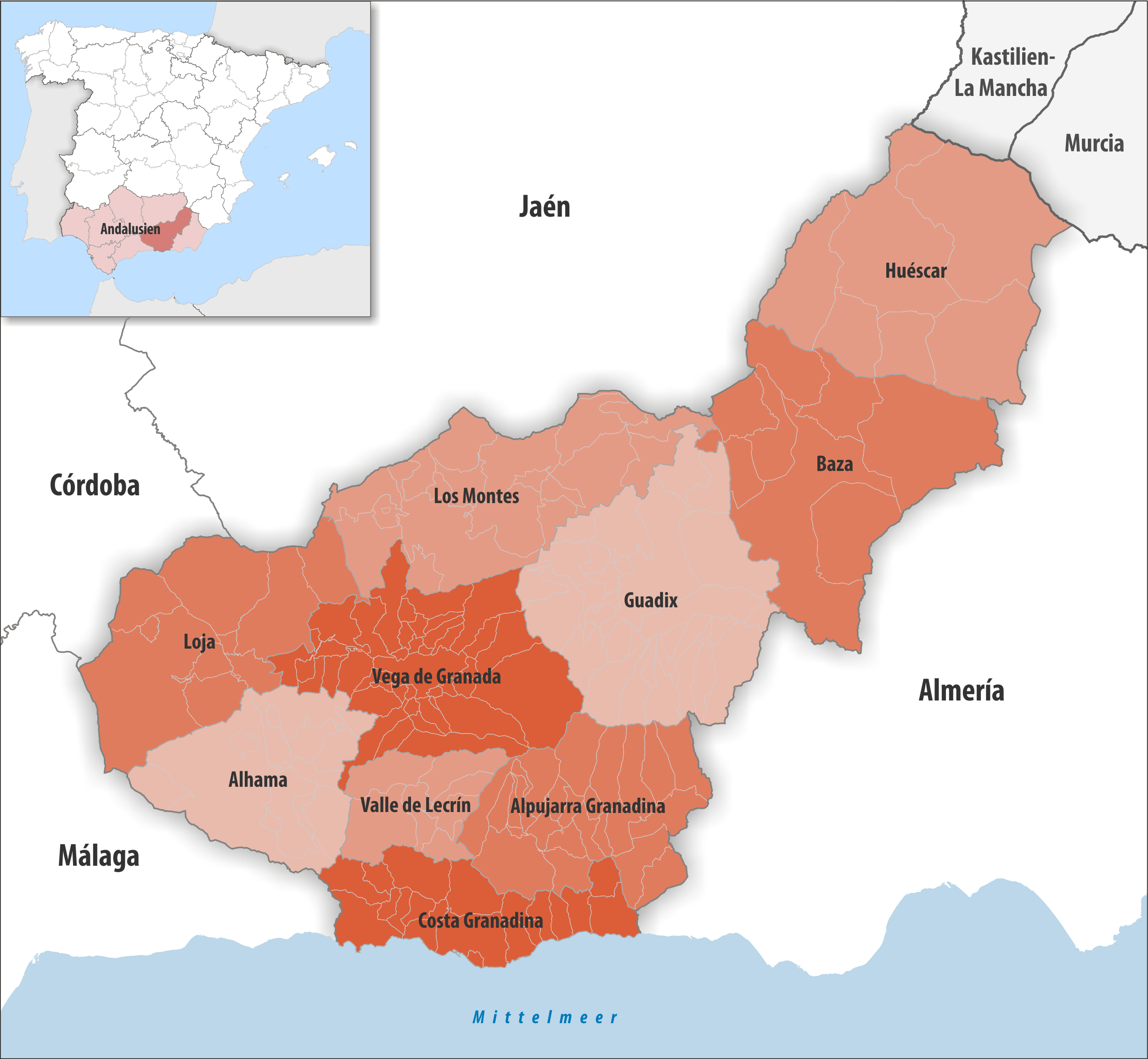
Comarcas in der Provinz Granada

| Comarca             | Gemeinden | Einwohner (2024) | Fläche km² | Dichte Einw./km² | Hauptort          |
| ------------------- | --------- | ---------------- | ---------- | ---------------- | ----------------- |
| Alhama              | 13        | 16.517           | 975,66     | 17               | Alhama de Granada |
| Alpujarra Granadina | 25        | 23.122           | 1.140,14   | 20               | Órgiva            |
| Baza                | 8         | 37.763           | 1.731,35   | 22               | Baza              |
| Costa Granadina     | 18        | 129.422          | 786,81     | 164              | Motril            |
| Guadix              | 26        | 41.366           | 1.693,92   | 24               | Guadix            |
| Huéscar             | 6         | 14.957           | 1.813,08   | 8                | Huéscar           |
| Loja                | 10        | 61.179           | 1.299,01   | 47               | Loja              |
| Los Montes          | 19        | 23.333           | 1.380,89   | 17               | Iznalloz          |
| Valle de Lecrín     | 8         | 23.858           | 461,28     | 52               | Dúrcal            |
| Vega de Granada     | 41        | 565.618          | 1.363,25   | 415              | Granada           |
| Provinz Granada     | 174       | 937.135          | 12.645,39  | 74               | Granada           |

## Provinz Huelva

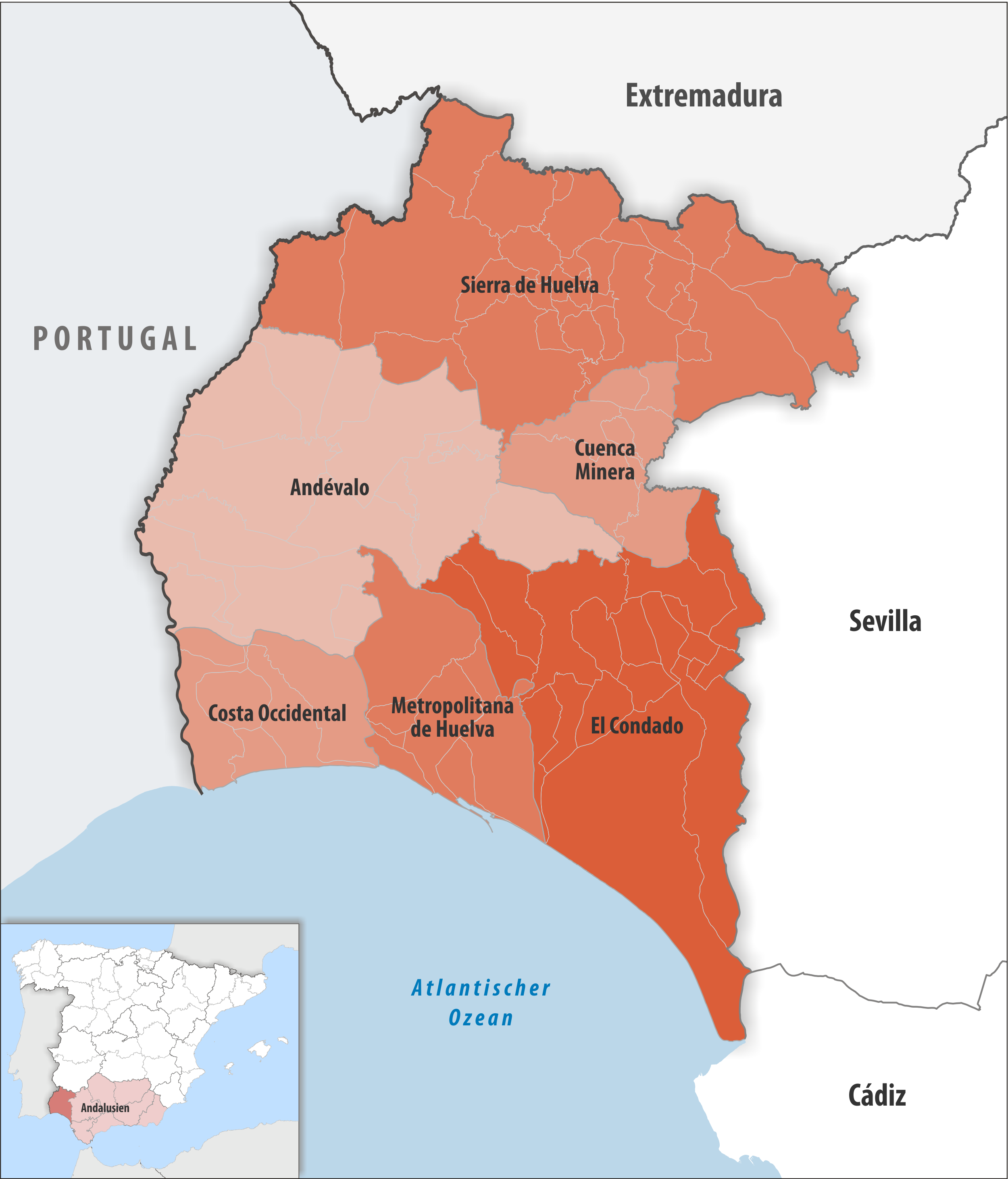
Comarcas in der Provinz Huelva

| Comarca                 | Gemeinden | Einwohner (2024) | Fläche km² | Dichte Einw./km² | Hauptort            |
| ----------------------- | --------- | ---------------- | ---------- | ---------------- | ------------------- |
| Andévalo                | 15        | 37.996           | 2.502,64   | 15               | Valverde del Camino |
| El Condado              | 16        | 103.895          | 2.449,74   | 42               | Almonte             |
| Costa Occidental        | 6         | 97.535           | 690,97     | 141              | Lepe                |
| Metropolitana de Huelva | 7         | 241.085          | 850,79     | 283              | Huelva              |
| Cuenca Minera           | 7         | 15.019           | 626,19     | 24               | Minas de Riotinto   |
| Sierra de Huelva        | 29        | 37.918           | 3.007,09   | 13               | Aracena             |
| Provinz Huelva          | 80        | 533.448          | 10.127,42  | 53               | Huelva              |

## Provinz Jaén

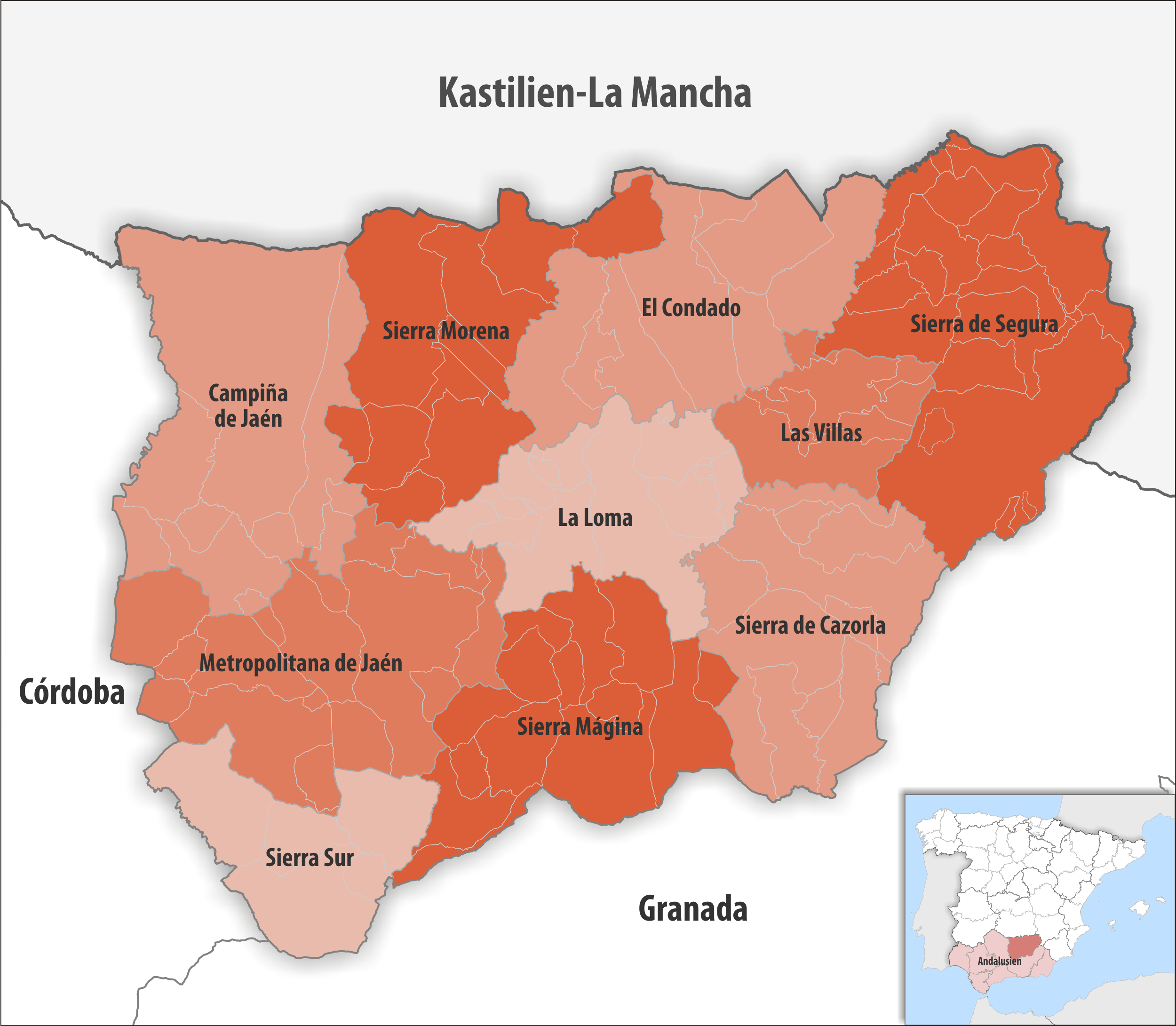
Comarcas in der Provinz Jaén

| Comarca               | Gemeinden | Einwohner (2024) | Fläche km² | Dichte Einw./km² | Hauptort               |
| --------------------- | --------- | ---------------- | ---------- | ---------------- | ---------------------- |
| Campiña de Jaén       | 10        | 61.372           | 1.750,52   | 35               | Andújar                |
| El Condado            | 7         | 20.351           | 1.493,41   | 14               | Santisteban del Puerto |
| La Loma               | 10        | 74.331           | 1.045,37   | 71               | Úbeda                  |
| Metropolitana de Jaén | 16        | 216.397          | 1.762,49   | 123              | Jaén                   |
| Sierra de Cazorla     | 9         | 29.818           | 1.334,42   | 22               | Cazorla                |
| Sierra de Segura      | 13        | 22.440           | 1.924,50   | 12               | Beas de Segura         |
| Sierra Mágina         | 14        | 36.800           | 1.389,89   | 26               | Jódar                  |
| Sierra Morena         | 9         | 96.409           | 1.401,35   | 69               | Linares                |
| Sierra Sur            | 5         | 40.771           | 824,88     | 49               | Alcalá la Real         |
| Las Villas            | 4         | 19.989           | 559,21     | 36               | Villacarrillo          |
| Provinz Jaén          | 97        | 618.678          | 13.486,04  | 46               | Jaén                   |

## Provinz Málaga

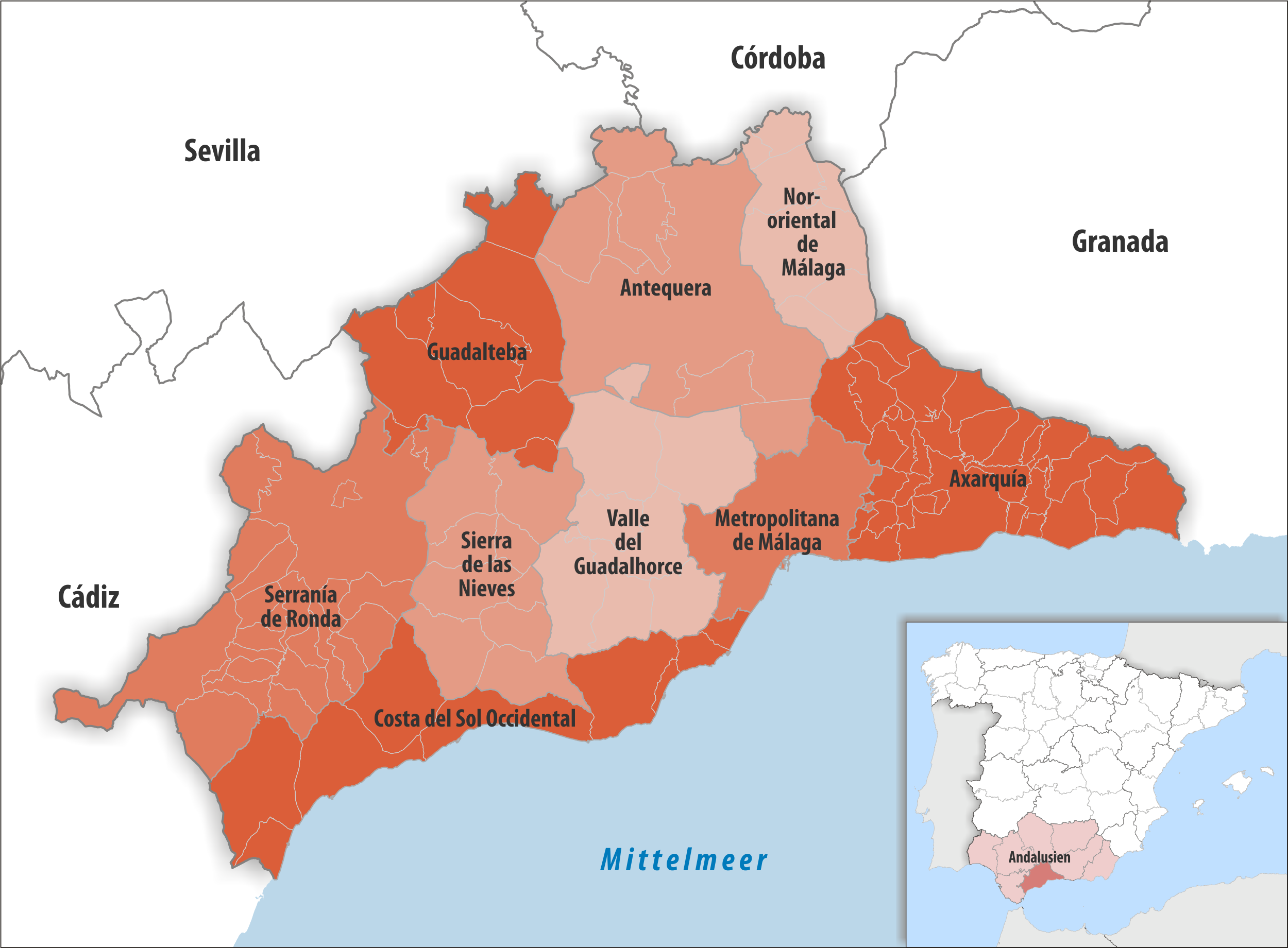
Comarcas in der Provinz Málaga

| Comarca                  | Gemeinden | Einwohner (2024) | Fläche km² | Dichte Einw./km² | Hauptort     |
| ------------------------ | --------- | ---------------- | ---------- | ---------------- | ------------ |
| Antequera                | 7         | 66.186           | 1.148,02   | 58               | Antequera    |
| Axarquía                 | 31        | 231.307          | 1.023,73   | 226              | Vélez-Málaga |
| Costa del Sol Occidental | 9         | 600.823          | 803,69     | 748              | Marbella     |
| Guadalteba               | 8         | 24.060           | 761,32     | 32               | Campillos    |
| Metropolitana de Málaga  | 1         | 591.637          | 395,71     | 1.495            | Málaga       |
| Nororiental de Málaga    | 7         | 27.285           | 435,21     | 63               | Archidona    |
| Serranía de Ronda        | 23        | 51.435           | 1.253,85   | 41               | Ronda        |
| Sierra de las Nieves     | 9         | 23.642           | 680,05     | 35               |              |
| Valle del Guadalhorce    | 8         | 156.761          | 806,15     | 194              | Coín         |
| Provinz Málaga           | 103       | 1.773.136        | 7.307,73   | 243              | Málaga       |

## Provinz Sevilla

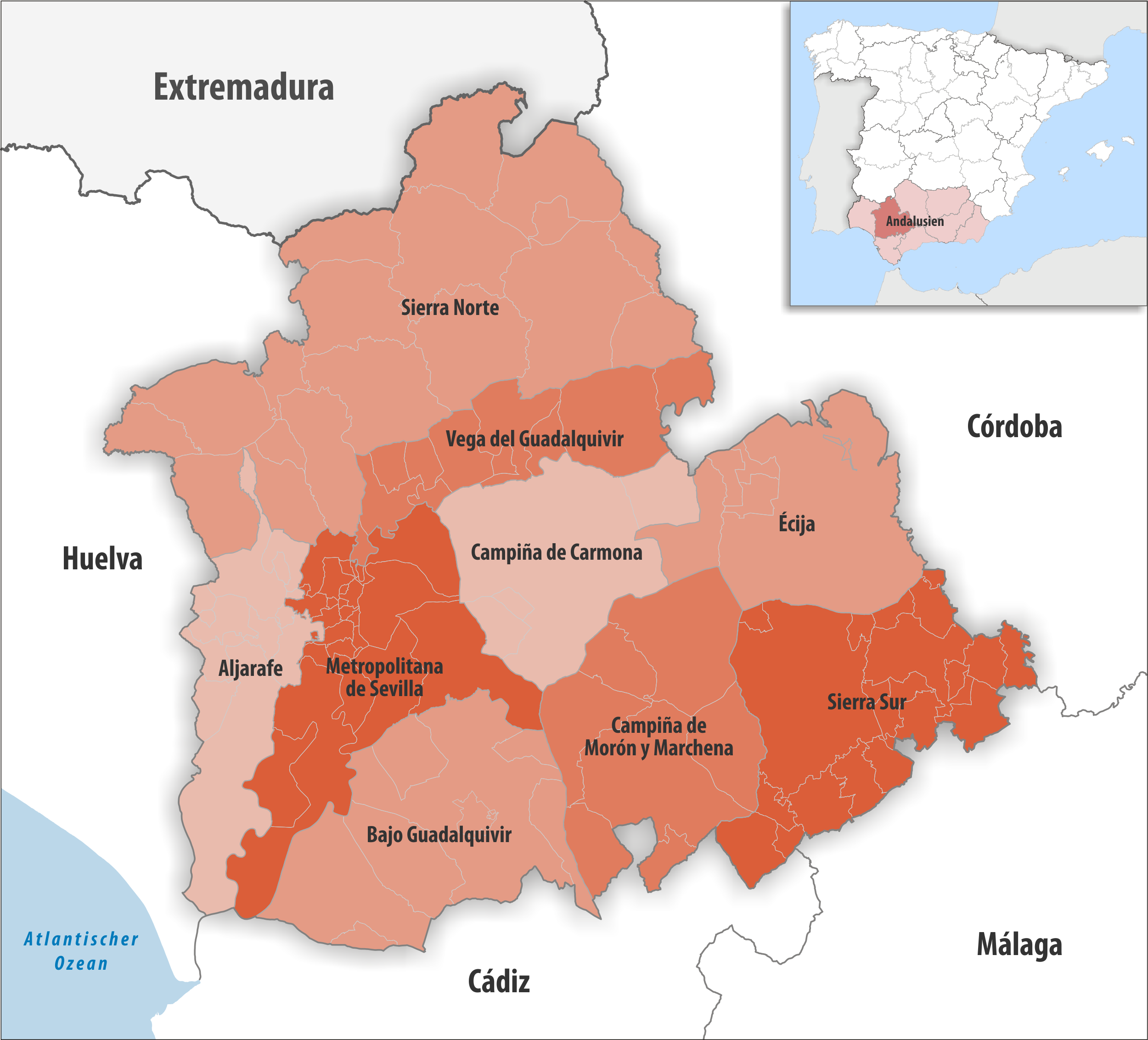
Comarcas in der Provinz Sevilla

| Comarca                     | Gemeinden | Einwohner (2024) | Fläche km² | Dichte Einw./km² | Hauptort             |
| --------------------------- | --------- | ---------------- | ---------- | ---------------- | -------------------- |
| Aljarafe                    | 13        | 92.300           | 937,50     | 98               |                      |
| Bajo Guadalquivir           | 8         | 154.440          | 1.563,64   | 99               | Utrera               |
| Campiña de Carmona          | 4         | 78.551           | 1.137,98   | 69               | Carmona              |
| Campiña de Morón y Marchena | 7         | 91.834           | 1.479,21   | 62               | Morón de la Frontera |
| Écija                       | 4         | 54.783           | 1.197,79   | 46               | Écija                |
| Metropolitana de Sevilla    | 22        | 1.240.977        | 1.483,53   | 837              | Sevilla              |
| Sierra Norte                | 18        | 61.813           | 3.744,52   | 17               | Cazalla de la Sierra |
| Sierra Sur                  | 19        | 85.856           | 1.584,64   | 54               | Pedrera              |
| Vega del Guadalquivir       | 11        | 107.192          | 907,32     | 118              | Lora del Río         |
| Provinz Sevilla             | 103       | 1.967.746        | 14.036,13  | 140              | Sevilla              |